# Proyecto del Canal Ben Gurión

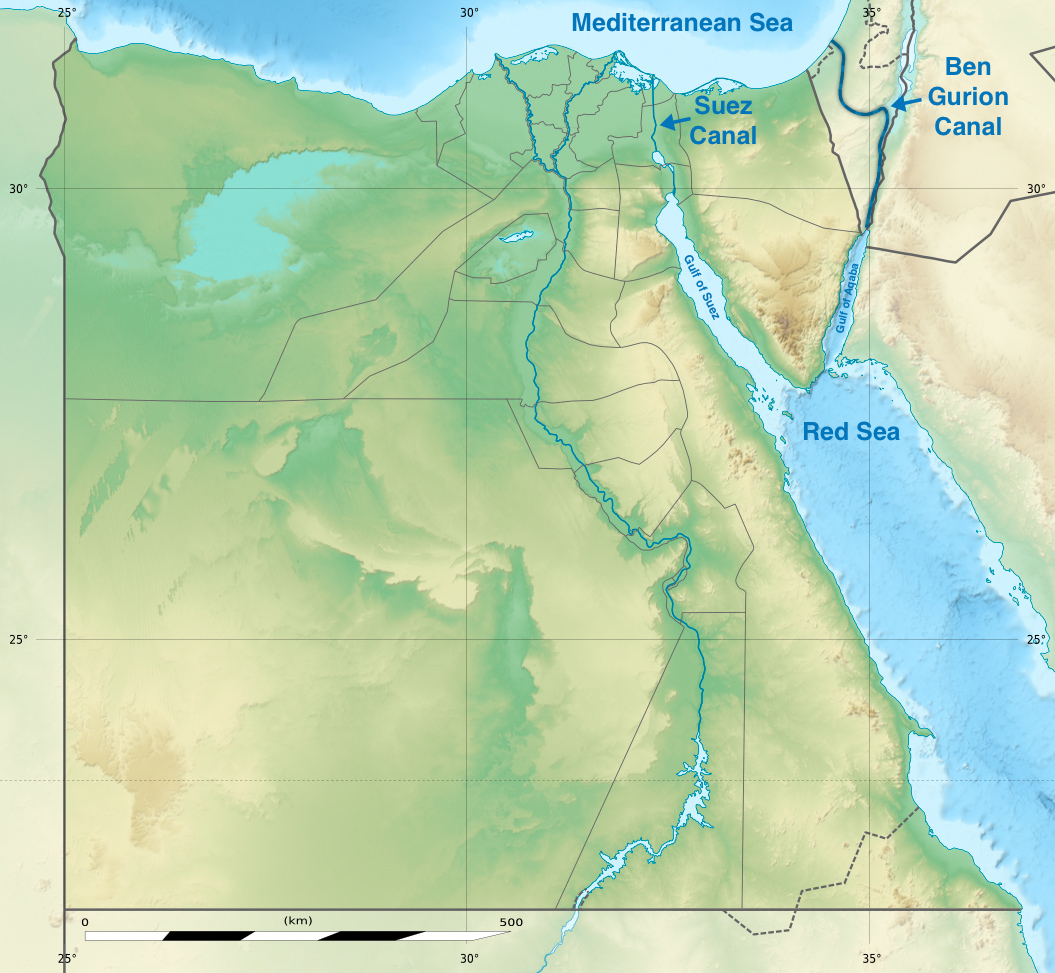
Canal Ben Gurión comparado con el Canal de Suez

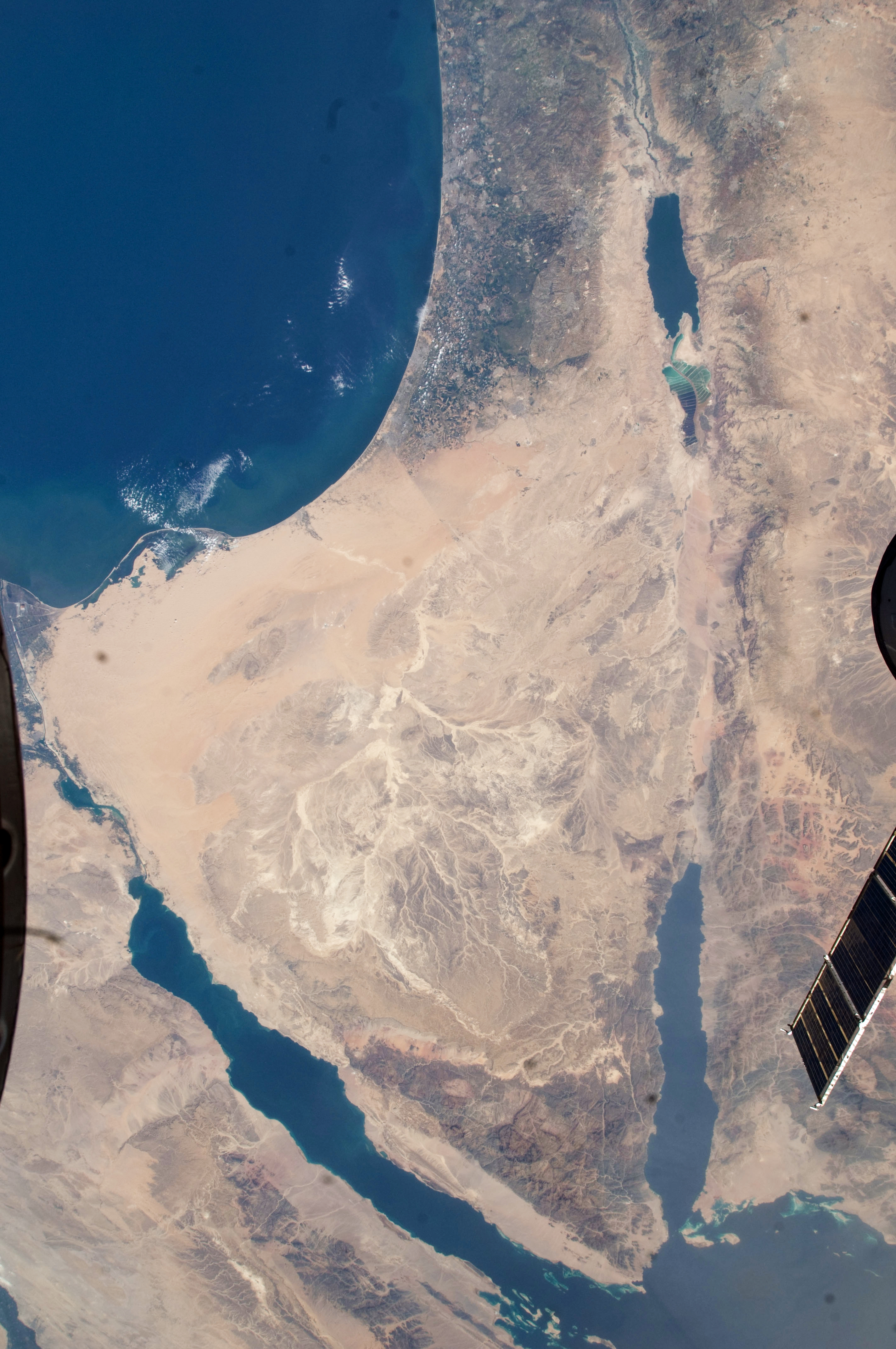
Vista de la zona por satélite.

El Proyecto del Canal Ben Gurion (o Canal de Israel) fue un proyecto de canal artificial propuesto por Israel en 1956-1963. Habría sido un canal de navegación conectando el golfo de Aqaba con el mar Mediterráneo como alternativa al Canal de Suez. Fue bautizado con el nombre del primer Primer Ministro de Israel en aquel tiempo, David Ben Gurion.
El canal habría rivalizado con el Canal de Suez que atraviesa Egipto y ha tenido muchos disturbios en su historia, como el bloqueo israelí a través del Canal de Suez y el Estrecho de Tirán, los dos cierres del Canal de Suez (1956-1957 y 1967-1975 respectivamente) o, más recientemente, y el Bloqueo del canal de Suez de 2021. En particular, tres de las cuatro obstrucciones fueron causadas por un conflicto en el que Israel estaba involucrado. Sería casi un tercio más largo que los 193,3 km (120,1 millas) del Canal de Suez, con alrededor de 292,9 km (182 millas). Se estima que el coste de la creación del canal israelí habría oscilado entre 16.000 y 55.000 millones de dólares actuales.

## Ruta
Comenzando desde el extremo sur en el Golfo de Aqaba, por la ciudad portuaria de Eilat en Israel en la frontera entre Israel y Jordania, a través del Valle de Aravá durante unos 100 km entre las montañas del Néguev y las Tierras Altas de Jordania, habría girado hacia el oeste antes de la cuenca del Mar Muerto. y el Mar Muerto, que está a 430,5 metros (1412 pies) bajo el nivel del mar. Después, tras atravesar un valle en la Cordillera del Négev, se habría dirigido nuevamente al norte para rodear la Franja de Gaza y unirse con el Mar Mediterráneo .

## Fotos de la NASA
|  |  |  |

|  |  |  |

## El proyecto en 1963

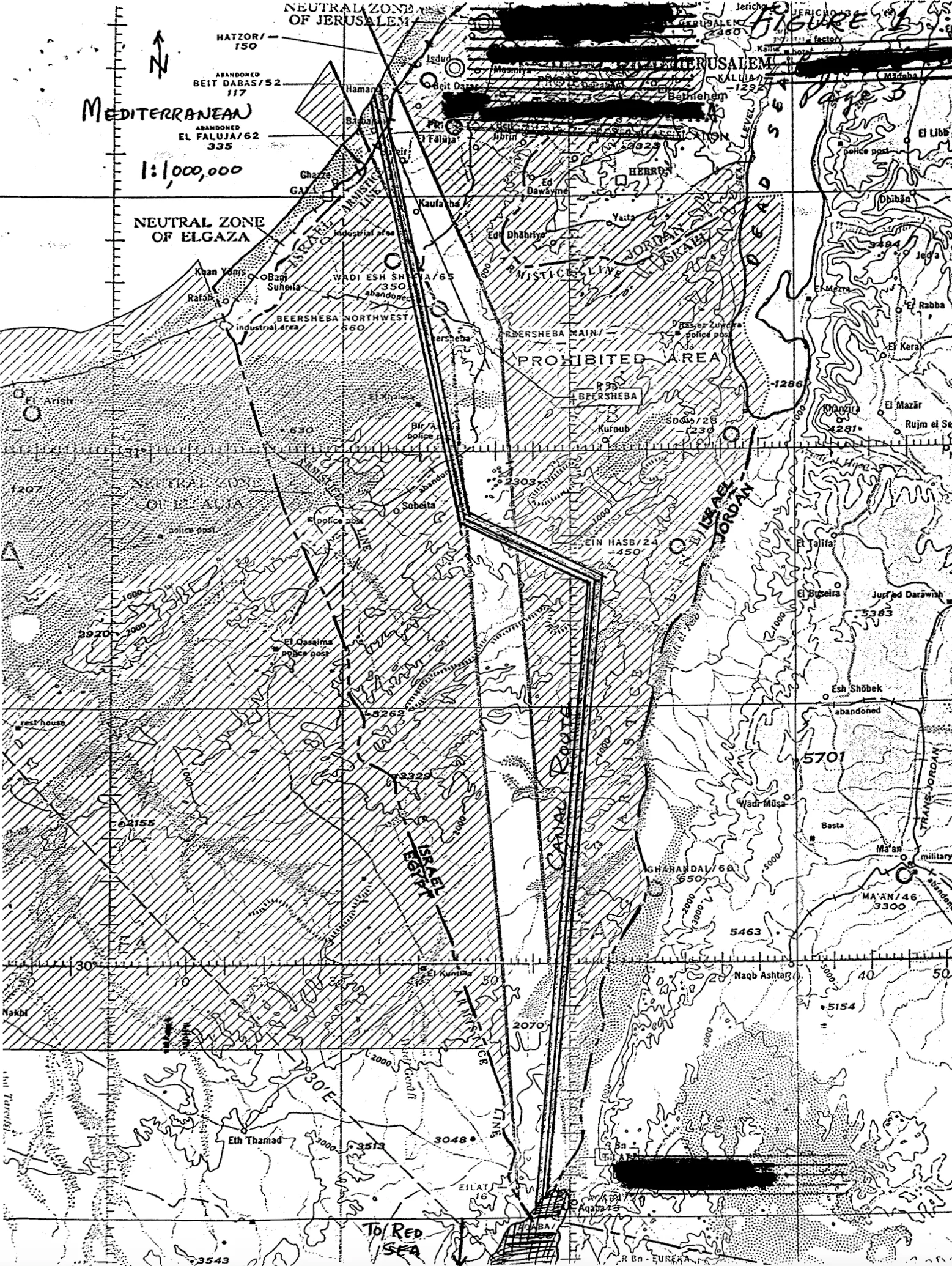
Un camino estudiado tomó una línea más recta a través de las colinas del desierto de Negev; otro camino estudiado fue hacia el norte a través del valle de Aravá y cortó hacia el oeste antes de la cuenca del Mar Muerto a través de las colinas y se curva nuevamente hacia el norte sobre la Franja de Gaza.

En julio de 1963, el Departamento de Energía de los Estados Unidos y el Laboratorio Nacional Lawrence Livermore crearon un documento clasificado que describía un plan para hacer 520 explosiones nucleares subterráneas para ayudar en el proceso de excavación a través de las colinas del desierto de Negev. El documento fue desclasificado en 1993.